# Пяшково
Пяшково — нежилая деревня в Великолукском районе Псковской области России. Входит в состав сельского поселения «Пореченская волость».
Расположена в 60 км к югу от райцентра Великие Луки, на правом берегу реки Ловать около деревни Гущи, которая расположена на противоположном берегу.

## Население
Постоянное население по состоянию на 2000 и 2010 гг. в деревне отсутствовало.

## История
До 2005 года деревня входила в состав ныне упразднённой Урицкой волости.